# Chrysometa satulla
Chrysometa satulla là một loài nhện trong họ Tetragnathidae.
Loài này thuộc chi Chrysometa. Chrysometa satulla được Eugen von Keyserling miêu tả năm 1881.